# فهرست نمایندگان فومن در مجلس شورای ملی
در زیر فهرست نمایندگان فومن در مجلس شورای ملی آورده شده است:
- سید یحیی مروستی ندامانی (دوره‌های ۳، ۵)
- سید زین العابدین فومنی (۶)
- عبدالحسین اورنگ (۷)
- عطاءالله سمیعی (دوره‌های ۸، ۹، ۱۰، ۱۱، ۱۲، ۱۳)
- حسن اکبر (۱۴)
- محمدعلی دادور (دوره‌های ۱۵، ۱۷)
- محمدعلی نصرتیان (۱۶).
- محمود محمودی(دوره‌های ۱۸، ۱۹)
- سیاوش داودزاده (۲۰)
- عباس اسدی سمیع (دوره‌های ۲۱، ۲۲)
- علیقلی سمیعی (۲۳)
- محمدحسن دلخوش فومنی (۲۴)